# Wie Kinder Schlachtens miteinander gespielt haben
Wie Kinder Schlachtens miteinander gespielt haben ist der Titel zweier Erzählungen (ATU 1343*). Sie standen in den Kinder- und Hausmärchen der Brüder Grimm nur in der 1. Auflage von 1812 an Stelle 22 (KHM 22a).
Dort schrieb sich der Titel Wie Kinder Schlachtens mit einander gespielt haben.

## Inhalt
In Franeker in Westfriesland spielen fünf- und sechsjährige Kinder Schlachten mit verteilten Rollen: Metzger, Koch, Schwein, Köchin, Unterköchin. Der Metzger reißt die Sau nieder und schneidet die Kehle auf, die Unterköchin sammelt das Blut in eine Schale. Ein Ratsherr sieht das und nimmt den Metzger mit. Der Rat sitzt Gericht. Auf Rat eines alten weisen Mannes hält der Richter dem Kind einen Apfel und einen Gulden hin. Es nimmt den Apfel und wird als unschuldig erkannt.
Zwei Kinder sehen, wie ihr Vater ein Schwein schlachtet. Nachmittags will es eines am Brüderchen nachspielen und stößt ihm das Messer in den Hals. Die Mutter hört das Schreien, zieht das Messer heraus und stößt es vor Zorn dem anderen Kind ins Herz. Derweil ertrinkt ihr kleines Kind im Bad. Sie ist untröstlich und erhängt sich. Der Mann kommt heim, sieht es und stirbt kurz darauf vor Trauer.

## Kritik
Achim von Arnim kritisierte die Texte als für Kinder zu grausam und zur Nachahmung verführend. Wilhelm Grimm verteidigte das Märchen seiner Mutter, es habe ihn gerade vorsichtig und ängstlich bei Spielen gemacht, ließ es aber ab der 2. Auflage weg.